# Castiarina fossoria
Castiarina fossoria es una especie de escarabajo del género Castiarina, familia Buprestidae. Fue descrita científicamente por Carter en 1927.